# Bernhard Keil
Bernhard Keil, Eberhart Keilhau ou Monsù Bernardo, ainsi qu'il était connu en Italie (1624-1687) est un peintre danois et italien de l'âge d'or de la peinture néerlandaise.

## Biographie
Bernhard Keil naît en 1624 à Helsingør ; son père est Caspar Keilhau, peintre allemand de la cour de Christian IV de Danemark et sa mère est d'ascendance flamande,.
Heinrich Jansen devient actif en peinture en 1636 : dès l'âge de 12 ans, il est formé par le peintre de la cour Morten van Steenwinkel (en) à Copenhague, où il reste jusqu'à ses 18 ans,.
Il part alors à Amsterdam en 1642 où sa mère a de la famille. Il devient la même année l'élève de Rembrandt et jusqu'en 1644. Il entre ensuite au service du marchant d'art Hendrick van Uylenburgh de 1645 à 1648, puis devient indépendant en 1649, bien qu'il possède déjà son propre atelier en 1645, dans lequel il a des étudiants,.
En 1651, il entame un voyage vers Rome lors duquel il visite Cologne, Mayence, Francfort-sur-le-Main et Augsbourg.
Mais au lieu d'atteindre Rome, il s'installe à Venise le 31 mai 1651 : il reçoit en effet des commandes de clients allemands ainsi que du sénateur Giovanni Carlo Savorgnan qui lui demande de décorer son nouveau palace et devient son mécène. Bernhard Keil change à Venise son prénom en Bernardo,. Il y devient ami du peintre italien Evaristo Baschenis.
Accompagnant son mécène, il arrive à Bergame en 1654 puis voyage de façon intensive pendant deux ans, visitant Milan, Forlì, Ferrare et Ravenne, où il travaille un temps pour le cardinal Acquaviva,.
Il atteint finalement Rome le 31 mars 1656, où sa carrière comme peintre prend une autre dimension et où il finit par se convertir au catholicisme, ce qui se ressent dans ses œuvres.
Il meurt dans la capitale romaine le 3 février 1687. Il est enterré dans la chapelle San Canuto de l'église Santa Maria in Traspontina.

## Œuvre

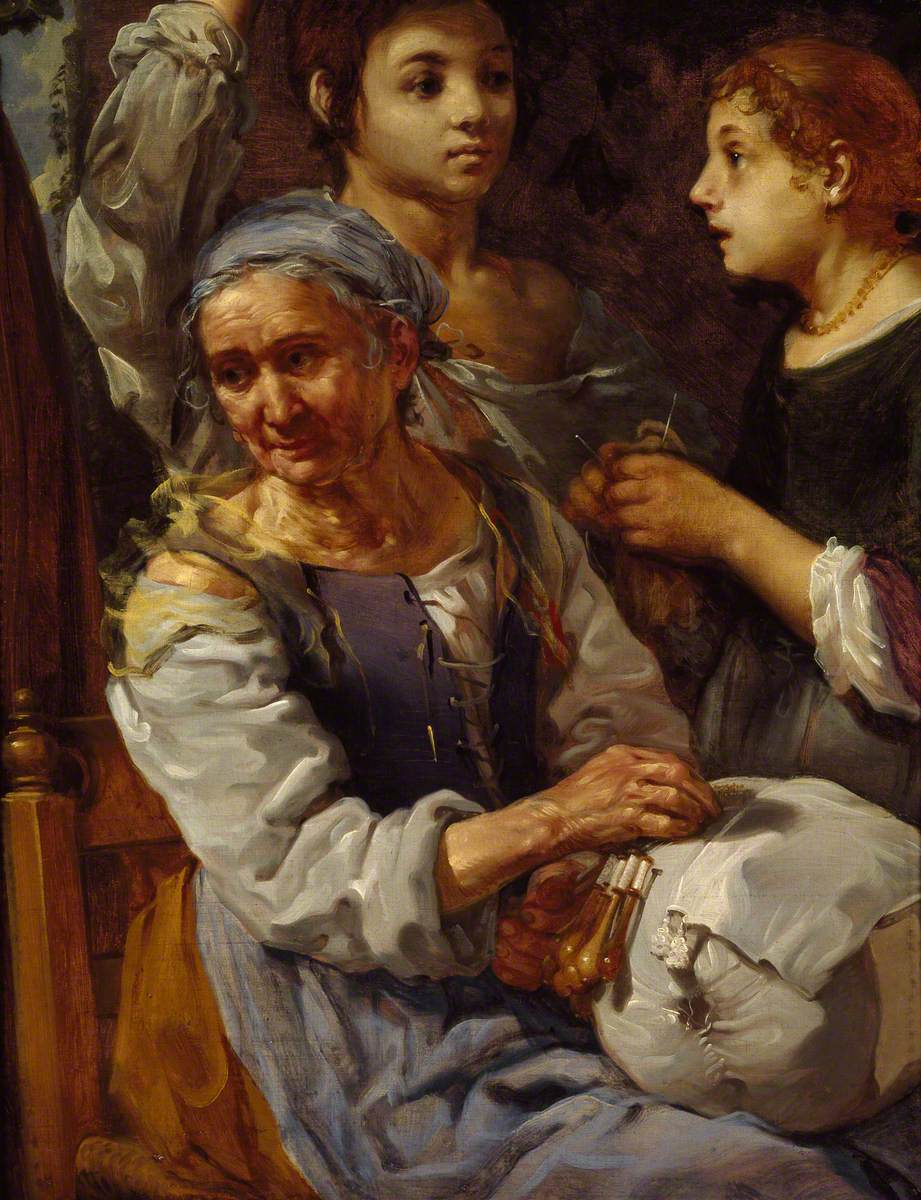
La Dentelière (ap. 1660, Ashmolean Museum, Oxford)

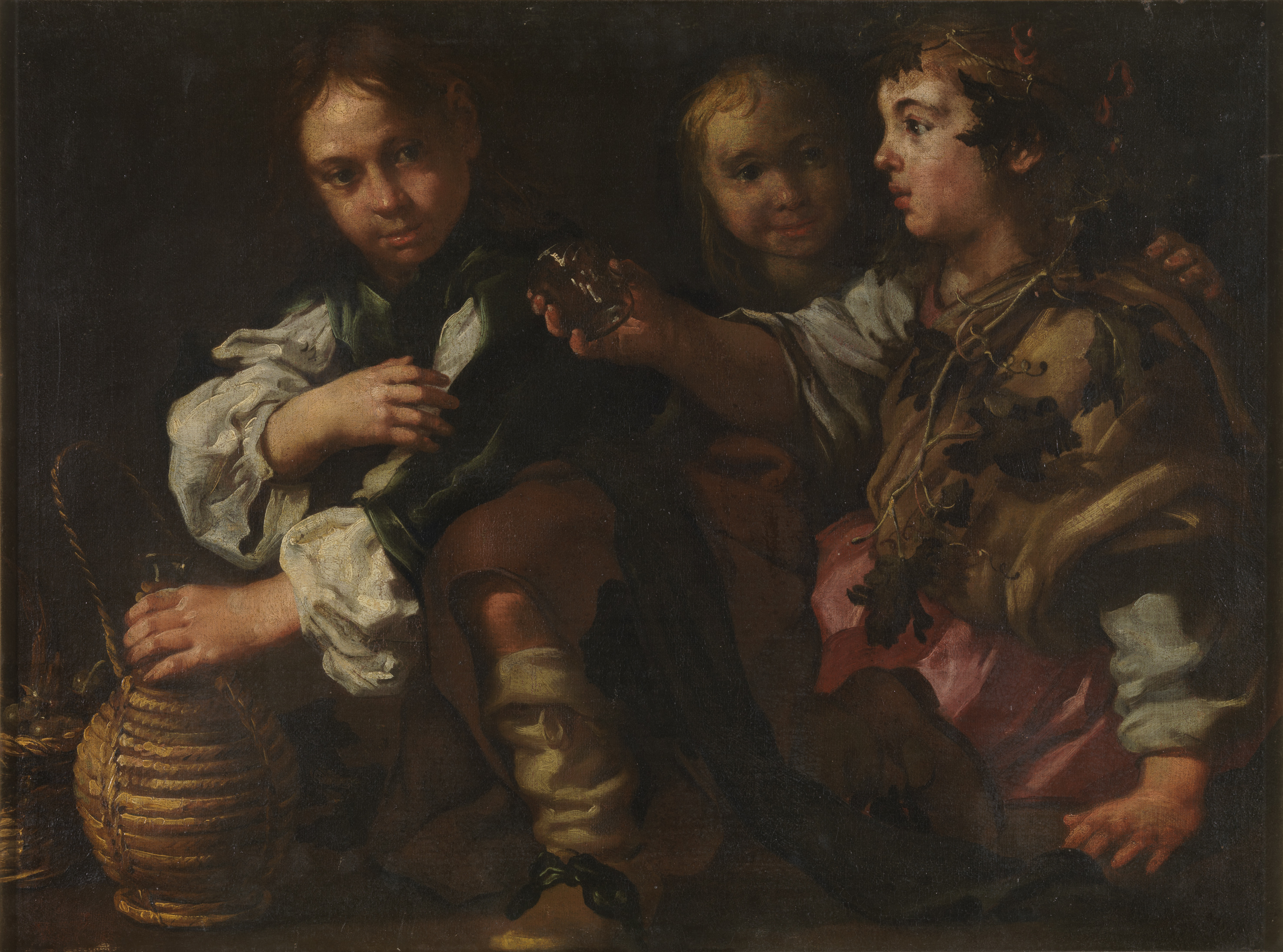
Bacanal infantil (musée du Prado, Madrid)

Élève de Rembrandt, il a été influencé par Jan Lievens, ami du maître.
Il peint principalement des scènes religieuses, des allégories et des scènes de genre. C'est à Rome et lorsqu'il découvre l'œuvre des caravagistes et des Bamboccianti qu'il commence à produire ses œuvres les plus caractéristiques, avec notamment Les joueurs (musée civique de Padoue).
À Bergame, il peint une fresque dans le cloître de l'église de Saint-Bartolomée (it).
Philippe Baldinucci lui consacre l'une de ses Vite dans laquelle il fait remarquer qu'après sa conversion au catholicisme, sa profonde dévotion se note dans ses peintures, et il reçoit de nombreuses commandes des églises de Rome.
Le musée du Prado met plutôt en avant ses scènes de genre, avec des personnages populaires, représenté en buste réalisant des tâches quotidiennes. Sa technique souple lui permet de capter efficacement la diversité des types et des matières.
Il a eu un grand succès et ses toiles ont été très demandées à l'étranger, notamment en France et en Espagne, et particulièrement pour des sujets dans lesquels il représente les environnements joyeux et amusants des enfants ; l'œuvre que possède le Prado est justement dans cette veine : Bacanal infantil,.

## Conservation
- Allemagne
  - Collection de peintures de l'État de Bavière, Munich[6]
  - Musée Wallraf Richartz, Cologne[7]
- Canada
  - Musée des beaux-arts du Canada, Ottawa[8]
- Espagne
  - Musée du Prado, Madrid[4]
- États-Unis
  - Metropolitan Museum of Art, New York[9]
  - Musée des Beaux-Arts, Boston[10]
- France
  - Musée Baron-Martin, Gray (Haute-Saône) : L'hiver, huile sur bois.
  - Musée des Beaux-Arts de Dunkerque (dépôt du musée du Louvre) : Marchand de poisson, huile sur bois[11]
  - Musée des Beaux-Arts de Nîmes : Marchand de poissons ; Allégorie de l’Eau et de la Terre, huile sur toile[12]
  - Musée des Beaux-Arts d'Orléans : Cuisinier entouré de volailles et de gibier dans une cuisine, 1645, huile sur toile[13]
  - Musée des Beaux-Arts et d'Archéologie de Besançon : Portrait de femme, huile sur toile
- Pays-Bas
  - Mauritshuis, La Haye[14]
  - Musée Boijmans Van Beuningen, Rotterdam[15]
- Royaume-Uni
  - Ashmolean Museum, Oxford[16]
- Suède
  - Nationalmuseum, Stockholm[17]